# Sam Smith
Samuel Frederick "Sam" Smith, född 19 maj 1992 i London, är en brittisk singer-songwriter. 

## Biografi
Smith medverkade på Disclosures genombrottssingel "Latch" i oktober 2012 och i maj 2013 på Naughty Boys singel "La La La". Den 26 maj 2014 kom debutalbumet In the Lonely Hour.
Under 2014 toppade Smith BBC:s Sound of 2014-lista och fick samma år Kritikernas pris vid årets Brit Awards.
Den 27 juli 2015 gav Smith ut ännu en låt med Disclosure, "Omen". År 2015 kom också titelsången till Bondfilmen Spectre, ”Writing's on the Wall", som vid Oscarsgalan 2016 utsågs till Bästa sång.
I september 2019 meddelade Smith att han identifierar sig som icke-binär.

## Diskografi
Album
- 2014 – In the Lonely Hour
- 2017 – The Thrill Of It All

Singlar
- 2013 – "Lay Me Down"
- 2014 – "Money on My Mind"
- 2014 – "Stay with Me"
- 2014 – "I'm Not the Only One"
- 2014 – "Like I Can"
- 2014 – "Have Yourself a Merry Little Christmas"
- 2015 – "Lay Me Down - Single Version"
- 2015 – "Writing's on the Wall"
- 2017 – "Too Good at Goodbyes"
- 2017 – "Pray"
- 2017 – "Burning"
- 2017 – "One Last Song"
- 2018 – "Pray (Remix)" (feat. Logic)
- 2018 – "Baby, You Make Me Crazy"
- 2018 – "Promises" (med Calvin Harris)
- 2018 – "Fire on Fire"
- 2019 – "Dancing with a Stranger" (med Normani)
- 2019 – "How Do You Sleep?"
- 2019 – "I Feel Love"

## Priser och utmärkelser
- 2015 – Grammy Sam Smith i kategorin Best new artist.[8]
- 2015 – Grammy för singeln "Stay with Me" i kategorin Record of the year.[8]
- 2015 – Grammy för låten "Stay with Me" i kategorin Song of the year (som låtskrivare).[8]
- 2015 – Grammy för albumet In the Lonely Hour i kategorin Best Pop Vocal Album.[8]
- 2016 – Oscar för låten "Writing's on the Wall" från filmen Spectre i kategorin Bästa sång